# Martano
Martano is een gemeente in de Italiaanse provincie Lecce (regio Apulië) en telt 9573 inwoners (31-12-2004). De oppervlakte bedraagt 21,8 km², de bevolkingsdichtheid is 439 inwoners per km².

## Demografie
Martano telt ongeveer 3522 huishoudens. Het aantal inwoners daalde in de periode 1991-2001 met 0,8% volgens cijfers uit de tienjaarlijkse volkstellingen van ISTAT.
| Jaar | Inwoneraantal |
| ---- | ------------- |
| 1991 | 9594          |
| 2001 | 9516          |

## Geografie
De gemeente ligt op ongeveer 92 m boven zeeniveau.
Martano grenst aan de volgende gemeenten: Calimera, Carpignano Salentino, Castrignano de' Greci, Corigliano d'Otranto, Zollino.